# Jean de Nassau
Ne doit pas être confondu avec Jean de Nassau (né en 1987).
Jean de Nassau, (en allemand Johann von Nassau), né en 1419, décédé en 1480.
Il fut comte de Nassau-Wiesbaden et comte de Nassau-Idstein de 1426 à 1480.

## Famille
Fils d'Adolphe II de Nassau et de Marguerite de Bade.
En 1437, Jean de Nassau épousa Marie de Nassau-Dillenburg (décédée en 1472), fille du comte Englebert Ier de Nassau-Dillenbourg
Neuf enfants sont nés de cette union :
- Marie de Nassau (1438-1480), en 1455 elle épousa le comte Louis zu Isemburg (décédé en 1511)
- Jean de Nassau (1439-1480)
- Marguerite de Nassau (décédée en 1486), elle entra dans les ordres et fut abbesse de Clarenthal
- Anne de Nassau (décédée en 1480), en 1464 elle épousa le comte Othon IV von Solms (décédé en 1504)
- Adolphe III de Nassau, comte de Nassau-Wiesbaden
- Berthe de Nassau (1446-), elle entra dans les ordres
- Englebert de Nassau (1448-1508)
- Philippe de Nassau (1450-16 juin 1509), comte de Nassau-Idstein, en 1470 il épousa Marguerite de Bavière (1456-1527), fille de Louis Ier de Bavière (1424-1489)
- Anne de Nassau, elle entra dans les ordres.

Jean de Nassau appartint à la première branche de la Maison de Nassau, cette lignée des Nassau-Wiesbaden-Idstein appartint à la tige valramienne, elle s'éteignit en 1605 avec Jean Louis II de Nassau.